# Associação Desportiva Jaraguá
Maillots
L'Associação Desportiva Jaraguá est un club de futsal basé à Jaraguá do Sul au Brésil et fondé en 1992.
Le club ne commence son activité de haut niveau qu'en 2000 et se renomme Malwee Jaragua en raison d'un partenariat. À partir de 2003, l'équipe remporte six Coupes du Brésil de suite et se qualifie pour la Copa Libertadores la saison suivante. Malwee Jaraguá remporte le championnat continental dès ses six premières participations et est quo-détenteur du record de victoire. Représentant sud-américain lors de la Coupe intercontinentale, il perd quatre finales de suite, de 2005 à 2008. En fin d'année, le club est élu meilleur club du monde aux Futsal Awards, puis une seconde fois en 2010.
Avec Manoel Tobias puis Falcão, le Malwee est le club du joueur élu meilleur du monde lors de quatre des sept premières éditions des Futsal Awards.

## Biographie
Le club est fondé le 15 février 1992 sous le nom d'Associação Desportiva Jaraguá. En 1999 et 2000, l'équipe remporte le bi-championnat de futsal de Santa Catarina. Jusqu'en 2000, Jaraguá ne participe pas au Championnat du Brésil.
En 2004, Malwee/Jaraguà remporte sa première Copa Libertadores, aux dépens des Péruviens du Deportivo Kansas.
Pour sa première Coupe intercontinentale, l'équipe échoue en finale face au club espagnol Boomerang Interviú. Fin 2005, le Malwee/Jaraguà bat ses compatriotes de Carlos Barbosa (5-4) et remporte la compétition de la Zone Nord de la quatrième édition du Tournoi sud-américain, disputée à Lima, au Pérou. Le champion continental en titre se rend ensuite au Paraguay pour défendre son titre lors d'un match aller-retour contre le vainqueur de la Zone Sud, Universidad Autónoma de Asunción. Le club est couronné champion continental pour la deuxième fois de son histoire en février 2006.
L'équipe perd de nouveau en finale de la Coupe intercontinentale 2006 contre l'Interviú. Comme en 2004 et 2005, Malwee/Jaraguá est présent en finale de la Copa Libertadores. Pour cela, l'équipe remporte le tournoi de la Zone Sud de la compétition dont Falcão termine meilleur buteur et est élu meilleur joueur.
L'équipe perd pour la troisième fois consécutive en finale de la Coupe intercontinentale contre l'Interviú (3-1). En 2007, Malwee devient champion pour la seconde fois, battant son rival Joinville (11-4, score cumulé). Pour la quatrième fois consécutive, l'équipe de Santa Catarina remporte le Championnat d'Amérique du Sud des clubs, conclut en mars 2008. Contre le club colombien de Bello Jairuby en finale jouée sur deux matches à domicile, les Brésiliens entraînés par Fernando Ferreti s'imposent lors des deux rencontres (7:1 et 6:2). 
En 2008, il conserve son titre national, le troisième, battant l'équipe Ulbra.
En 2010, Jaraguá était quatre fois champion de la Ligue, battant le Maréchal Cândido Rondon (PR) en finale. En fin d'année, le club met fain à son partenariat avec Malwee mais continue à participer au championnat des État en 2011, avec d'autres parrainages.
En 2012, l'équipe revient au niveau national sous le nom de CSM / Pré-Fabricar / FME / Jaraguá. 

## Palmarès
Malwee Jaraguá remporte ensuite la Coupe du Brésil cinq fois de suite (de 2003 à 2007). En 2005, le club remporte la Liga Futsal pour la première fois, puis une deuxième fois en 2007.
Durant six années consécutives, de 2004 à 2009, Malwee Jaraguá remporte le championnat sud-américain des clubs de futsal. Qualifié en Coupe intercontinentale à chaque fois l'année suivante, l'équipe est battue par les Espagnols de Boomerang Interviú, au cours des quatre finales. La compétition mondiale n'a pas lieu en 2009 et 2010.
- Meilleur club du monde (2)
  - Élu : 2008 et 2010

- Coupe intercontinentale
  - Finaliste : 2005, 2006, 2007 et 2008

- Copa Libertadores (6)
  - Vainqueur : 2004, 2005, 2006, 2007, 2008, 2009
  - Finaliste : 2016

- Championnat du Brésil (4)
  - Champion : 2005, 2007, 2008, 2010

- Coupe du Brésil (6)
  - Vainqueur : 2003[7], 2004[7], 2005, 2006, 2007, 2008

- Supercoupe du Brésil (3)
  - Vainqueur : 2005, 2006 et 2009

## Identité et image
Au début, le nom du club est Breithaupt / FME, de la société régionale Breithaupt et de la Fundação Municipal de Esportes (Fondation municipale des sports) de la ville.
De 2001 à 2011, le club est parrainé par l'entreprise textile Malwee Malhas, basée dans la même ville, et est renommé Malwee Jaragua.
En 2012, l'Associação Desportiva Jaraguá change de nouveau de nom pour des raisons de parrainage : Csm / Pré-Fabricar / Jaraguá.

## Personnalités

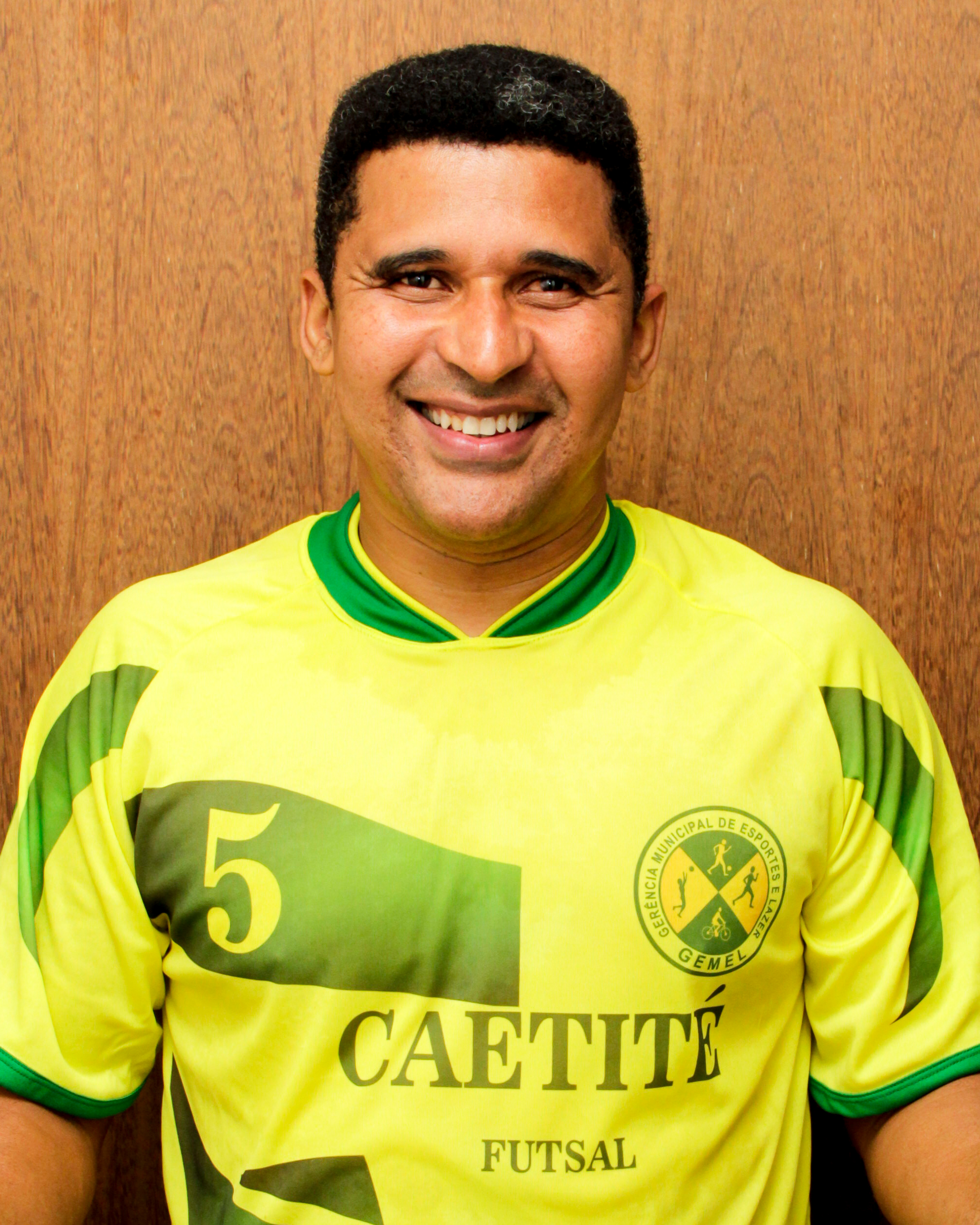
Manoel Tobias en 2016.

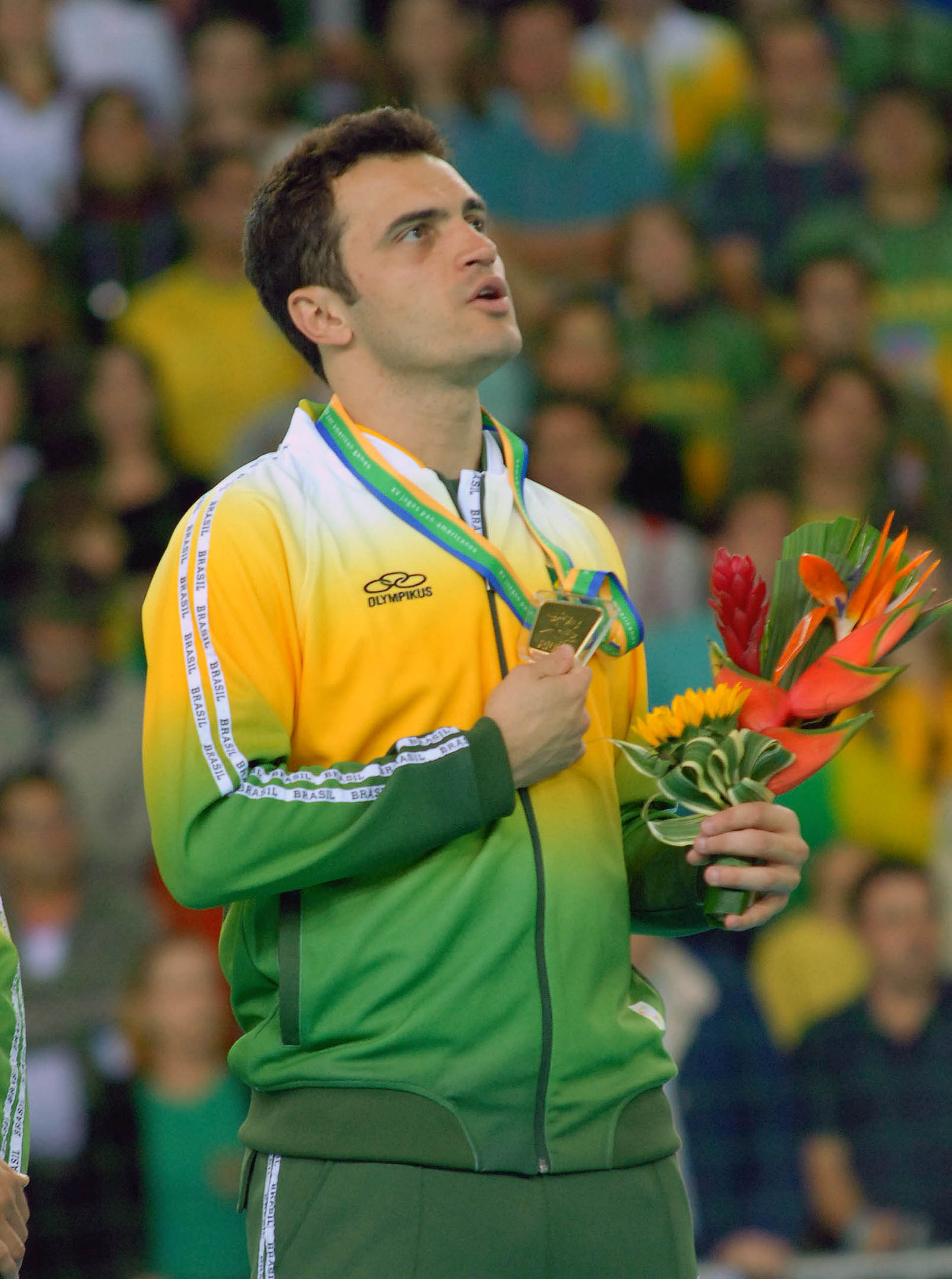
Falcao en 2007.

Aux débuts du club en compétition, en 2001, Manoel Tobias arrive au Malwee à trente ans. Déjà récompensé du premier titre de meilleur joueur du monde de l'histoire, il en remporte deux nouveaux de suite. En 2002, il part tenter de jouer en Europe.
En 2003, Falcão arrive au club. Son arrivée correspond à la montée en puissance du club qui enchaîne les Coupes du Brésil, Copa Libertadores et finales mondiales. Grâce aussi à ses performances en équipe du Brésil, le joueur est élu à son tour meilleur joueur du monde en 2004 et 2006. Son niveau l'entraîne à tenter de devenir footballeur professionnel en 2005. Mais il revient au bout d'un an et reste jusqu'en 2010, totalisant plus de 300 buts en 200 matchs au Malwee et étant présent lors de tous les trophées remportés.

Lors de la Cope Libertadores 2017 remportées en mars 2018, l'équipe compte huit internationaux brésiliens avec Falcao :  le gardien Tiago, les pivots Lenísio et Marcio, les ailiers Ari et Willian, ainsi que les défenseurs Chico et Leco. Le club compte également les joueurs de l'équipe brésilienne Falcao, Ari, Lenísio et Tiago sont champions du monde en 2008.